# ماسیمو بوتورا
ماسیمو بوتورا (ایتالیایی: Massimo Bottura؛ زادهٔ ۳۰ سپتامبر ۱۹۶۲) سرآشپز و رستوران‌دار اهل ایتالیا است. رستوران او اوستریا فرانچسکانا یک رستوران سه‌ستارهٔ میشلن است که در مودنا واقع شده‌است. این رستوران دو بار در رتبه نخست فهرست ۵۰ رستوران برتر جهان قرار گرفته‌است و در حال حاضر در فهرست «بهترین بهترین‌ها» است. بوتورا مؤلف چند کتاب آشپزی بوده‌است.